# خوزپ سنیه
خوزپ سنیه (انگلیسی: Josep Señé؛ زادهٔ ۱۰ دسامبر ۱۹۹۱) بازیکن فوتبال اهل اسپانیا است.
از باشگاه‌هایی که در آن بازی کرده است می‌توان به باشگاه ورزشی کاستیون، باشگاه فوتبال سلتاویگو، باشگاه فوتبال رئال مادرید سی، باشگاه ورزشی رئال مایورکا، و باشگاه فوتبال رئال اویدو اشاره کرد.